# Chambre de commerce et d'industrie de Tulle et Ussel
La Chambre de commerce et d'industrie de Tulle et Ussel est — jusqu'en 2010 où elle fusionne avec la chambre de commerce et d'industrie du pays de Brive pour former la chambre de commerce et d'industrie de la Corrèze — l'une des deux chambres de commerce et d'industrie (CCI) du département de la Corrèze au sein de la Chambre régionale de commerce et d'industrie du Limousin. Son siège est à Tulle dans l'immeuble consulaire du Puy Pinçon construit en partenariat avec la chambre d’agriculture de la Corrèze. Elle comprend une antenne à Ussel..
Comme toutes les CCI, elle est placée sous la tutelle du préfet du département représentant le ministère de l'Économie et des Finances. Au 17 mars 2006, elle représente les intérêts des entreprises de son territoire : 3 875 entreprises répartis en 862 industriels, 1 663 commerçants et 1 350 prestataires de services.[réf. nécessaire]

## Missions
Comme toutes les CCI, la CCI de Tulle et Ussel offre des services aux entreprises, gère des équipements et des centres de formation.

### Service aux entreprises
La CCI offre les services suivants : un centre de formalités des entreprises, une assistance technique au commerce, une assistance technique à l'industrie, une assistance technique aux entreprises de service et un appui à la création, reprise, transmission-cession d'entreprises (Transcommerce et Transmission PME PMI en Corrèze).[réf. nécessaire]

### Gestion d'équipements
La CCI gère l'aérodrome d'Ussel - Thalamy, la zone industrielle de Tulle-Est, la maison du pôle interrégional Bois…[réf. nécessaire]

### Centres de formation
La CCI gère plusieurs centres de formation : l'Institut supérieur de management des industries du bois (ISMIB) et en commun avec la chambre de commerce et d'industrie du pays de Brive : un centre de formation continue et un centre d'études de langue.[réf. nécessaire]

## Historique
Le décret no 2009-1385 du 11 novembre 2009 précise la fusion la fusion de cette chambre avec la chambre de commerce et d'industrie du pays de Brive pour former en 2010 la chambre de commerce et d'industrie de la Corrèze.

## Pour approfondir